# Véménd
Véménd est un village et une commune du comitat de Baranya en Hongrie.